# Contraparada
La Contraparada o assut Major, és un assut construït entre els segles ix i x, durant la dominació musulmana de la península Ibèrica. Distribueix l'aigua per la Vega Mitjana del Segura, entre les pedanies de Javalí Nuevo i Javalí Viejo en el municipi de Múrcia. Va ser declarada bé d'interès cultural (BIC) per la Regió de Múrcia en 2002.
La Contraparada acumula l'aigua del Segura. En fer pujar el nivell de l'aigua, permet que en sorgeixin les dues séquies principals: l'Aljufia, que distribueix l'aigua per la zona nord, de l'Horta, i l'Alquibla, que ho fa per la zona sud.
Després de la fundació de Múrcia el 825 per Abd-ar-Rahman II, es va crear una infraestructura de reg per a tot el Segura Mitjà que va possibilitar la creació de l'Horta de Múrcia. L'element principal de tota aquesta estructura és la Contraparada, que aprofita un estretament que sofreix el riu entre conglomerats de roca que facilita retenir les aigües. S'han trobat restes d'obra romana que indiquen que podria ser més antiga que l'actual d'origen àrab.
Es va construir amb carreus de pedra calcària units per cues d'oreneta amb vora de plom. En les posteriors reparacions, es va cobrir amb una capa de formigó per evitar que l'aigua arrossegués les pedres i que la presa es trenqués.